# Foro Mundial Budista
El Foro Mundial Budista fue celebrado en las ciudades de Hangzhou y Zhoushan, provincia de Zhejiang, República Popular de China, con el apoyo del Gobierno chino y la participación del Panchen Lama, designado por el Gobierno chino. Se realizó entre el 13 y el 16 de abril del 2006. 
Para sus críticos, el Foro fue un esfuerzo de Pekín por disminuir el apoyo general a la causa tibetana por parte de la comunidad budista mundial, especialmente organizaciones como la Comunidad Mundial de Budistas y el Concejo Mundial de la Sangha Budista, y conseguir así un budismo más prochino y menos protibetano. 
Participantes:
- Venerable Maestro Yi Cheng, Presidente, Asociación Budista de China.
- Losang Jigmê Tubdain Qoigyi Nyima, 6th Jamyang Zhepa y Abad del Monasterio Labrang y Vicepresidente de la Asociación Budista de China.
- Venerable Maestro Ben Huan, Director de la Asociación Budista de China.
- Venerable Maestro Hsing Yun, Fundador del Monasterio Fo Guang Shan en Taiwán.
- Huba Longzhuangmeng, Abad del Monasterio Xishuangbanna.
- Venerable Maestro Wei Chueh, Fundador del Monasterio Chung Tai Shan de Taiwán.
- Venerable Maestro Sheng Hui, Vicepresidente y Decano de la Academia Budista de China.
- Venerable Maestro Kok Kwong, Presidente de la Asociación Budista de Hong Kong.
- Chökyi Gyalpo, el Panchen Lama designado por el gobierno chino.